# Psychotria andaiensis
Psychotria andaiensis är en måreväxtart som beskrevs av Theodoric Valeton. Psychotria andaiensis ingår i släktet Psychotria och familjen måreväxter. Inga underarter finns listade i Catalogue of Life.